# 切尔茜·霍奇斯
切尔茜·霍奇斯（英語：Chelsea Hodges，2001年6月27日—），澳大利亚女子游泳运动员。她曾代表澳大利亚参加2020年夏季奥林匹克运动会游泳比赛，获得女子4×100米混合泳接力金牌。